# Reza Shah
Reza Shah (Rizâ Shâh; 15. marts 1878 – 26. juli 1944) var shah af Iran 1925-41.

## Liv
Rizâ Shâh var general i den iranske hær og ledede et kup mod regeringen i 1921. I den nye regering, Ministeriet Kavâm-es-seltane, blev han krigsminister. Han havde fra menig soldat svunget sig op. Han tog ivrigt fat på en reorganisering af hæren og skabte i løbet af et par år en disciplineret, veludrustet moderne hær på 40.000 mand. I 1923 overtog han selv stillingen som premierminister. Han indledte nu et stort reformarbejde på alle områder. Finanserne blev bragt i orden af amerikaneren dr. Millspaugh. Den daværende Shah Ahmed rejste til Europa og blev der under de følgende begivenheder; populær havde han aldrig været, og nogen dybere interesse for sit lands og folks vel havde man ikke sporet hos ham. Under indflydelse af udviklingen i Tyrkiet opstod republikanske strømninger. Ved nytårsfesten den 21. marts 1924 ventedes proklamering af republikken, men det shiitiske præsteskab forhindrede det. En opstand, som sheiken af Muhammera rejste i efteråret 1924, gav Rizâ Khân lejlighed til at vinde militære sejre og hæder.
Hans autoritet var efterhånden blevet så stor, at han i marts 1925 kunne forlange af parlamentet et regentskabs fulde myndighed og overkommando over alle persiske stridskræfter. En livlig agitation imod den fraværende shah satte nu ind, der indtraf forskellige uroligheder. Stemningen var således vel forberedt, da parlamentet i oktober 1925 vedtog shahens afsættelse og Rizâ Khâns udnævnelse til rigsforstander. En konstituerende nationalforsamling blev valgt og vedtog de fornødne ændringer i forfatningen for, at kongeværdigheden kunne tilfalde Rizâ Khân, der fra nu af var Rizâ Shâh med tilnavnet (og dynastinavnet) Pehlevi (Pahlavi). Den 15. december 1925 aflagde den nye konge ed på forfatningen og besteg tronen.
Rizâ Shâh var en nationalistisk præget, moderne reformfyrste af lignende type og format som Mustafa Kemâl i Tyrkiet. Han gennemførte landets fulde politiske uafhængighed af de europæiske magter, fik kapitulationerne afskaffet, reorganiseret forvaltningen, sat gang i landets udvikling økonomisk, militært, socialt og uddannelsesmæssigt. Parlamentet bestod, men shahens prestige var så stor, at han altid kunne regne med dets samtykke. Han var diktator, ikke af navn, men af gavn. Små opstande i Khûzistan (tidligere Arabistan) og Luristan viste sig betydningsløse. En garantipagt med Sovjetunionen blev indgået i efteråret 1927. Og en overenskomst med England i maj 1928 ordnede en række vigtige spørgsmål og gjorde ende på grænsestridigheder ved Shatt-el-Arab.
Han abdicerede i 1941 og blev afløst af sin søn Mohammad Reza Pahlavi Shah.
Efter de Allieredes besættelse af landet under 2. verdenskrig, blev han nødt til at gå i eksil. Han døde i Johannesburg i Sydafrika den 26. juli 1944.
Han var gift fire gange.